# Ba đậu lá bóng
Ba đậu lá bóng (danh pháp khoa học: Croton laevigatus) là một loài thực vật có hoa trong họ Đại kích. Loài này được Vahl mô tả khoa học đầu tiên năm 1791.